# Anna-Lena Axelsson
Anna-Lena Axelsson, född 1956, svensk orienterare som blev svensk mästare i nattorientering 1977 och tog brons i stafett vid VM 1979.
Anna-Lena Axelsson tävlade för OK Djerf.